# 鲁西西
鲁西西是中国童话大王郑渊洁笔下著名的人物，皮皮鲁的妹妹，现已注册成商标。
- 鲁西西是郑渊洁于1981年创作的童话人物。
- 《皮皮鲁》画报每期有《皮皮鲁的故事》和《鲁西西的故事》系列连环画。